# متنزه تازكة
المتنزّه الوطني لتازكة هو متنزّه وطني مغربي يقع بالمنطقة الشمالية الشرقية للمغرب، بالأطلس المتوسط، وعلى بعد حوالي 20كلم جنوب غرب تازة، إذ يشرف على ممر تازة بين سلسلتي الأطلس المتوسط والريف.
ويقع المتنزّه 46 كيلومترا جنوب غرب إقليم تازة، في التلال والمناطق المحيطة بها جبل تازكة على ارتفاع 1.980م، وهذا المتنزّه بمساحة 580 هكتار. أنشئ بموجب مرسوم وزاري من 11 يوليو 1950، من أجل الحفاظ على غابة الارز الطبيعية الجميلة التي تغطي رأس الجبل. هذه الشجرة الكبيرة قطرها، وارتفاعها بين 35 و 40 م، وأحيانا ما يقرب من 600 عاما.
تحت الارز ويصل إلى 1400 مترا فوق سطح البحر، والمنحدرات من الجبل تزين هي مزيج من الأرز السنديان، في الآونة الأخيرة (1994)، تم إعادة إدخال عدد قليل من أفراد الغزال البربري (Cervus barbarus elephus) في الحديقة الوطنية تازكة للتأقلم. والذي انقرض من المنطقة قبل أكثر من 200 سنة، والأنواع وأعيد في المسيج الاحتياطي للتكاثر. الحديقة الوطنية هي فرصة للزوار لمشاهدة بعض الأفراد في ضميمة تعرض المجاورة لدائرة السياحة.
المتنزّه معلمة سياحية ومحمية وطنية مغربية تشتمل على أزيد من 154 موقع بيولوجي وإيكولوجي (مغارات شلالات غابات) بحيث أصبح للمتنزّه أهمية علمية وسياحية مهمة.

## التنوع البيولوجي
- النباتات: توجد بالمتنزّه أهم الأنواع الغابوية لرموز الغابة المغربية (أرز الأطلس – البلوط الأخضر - بلوط الزان).
- الثديات: توجد بالمتنزّه 27 نوع. في سنة 1994 أدمج الأيل البربري الذي وصل عدده حاليا إلى 70 وفي سنة 1998 تم ادماج الأروية.
- الطيور: تضم 80 نوع منها العرارة الصفراء وعقاب البونيلي والبومة الصمعاء.
- البرمائيات: تضم 28 نوع، 3 منها مستوطنة بالمغرب تتوزع داخل الأوساط المشجرة.

## وصلات
- (بالفرنسية) http://www.tazekka.com